# Château du Vivier (Aubergenville)
 (août 2019).
Si vous disposez d'ouvrages ou d'articles de référence ou si vous connaissez des sites web de qualité traitant du thème abordé ici, merci de compléter l'article en donnant les références utiles à sa vérifiabilité et en les liant à la section « Notes et références ».
Pour les articles homonymes, voir Château du Vivier.
Le château du Vivier se situe à Aubergenville, dans les Yvelines.

## Description
Le domaine s’étage sur deux niveaux bien marqués. En suivant un axe nord –> sud, on découvre successivement:
- en partie basse le portail principal donnant sur la Grande Rue,
- une cour carrée, avec de part et d’autre les bâtiments de service qu’elle dessert, dont le pavillon de l'Orangerie,
- un bassin en demi-cercle, adossé à l’escalier, qui suit,
- un escalier symétrique à double volée de marches qui fait le lien avec le second niveau,
- une étroite terrasse soulignée par un muret,
- le château,
- le parc.

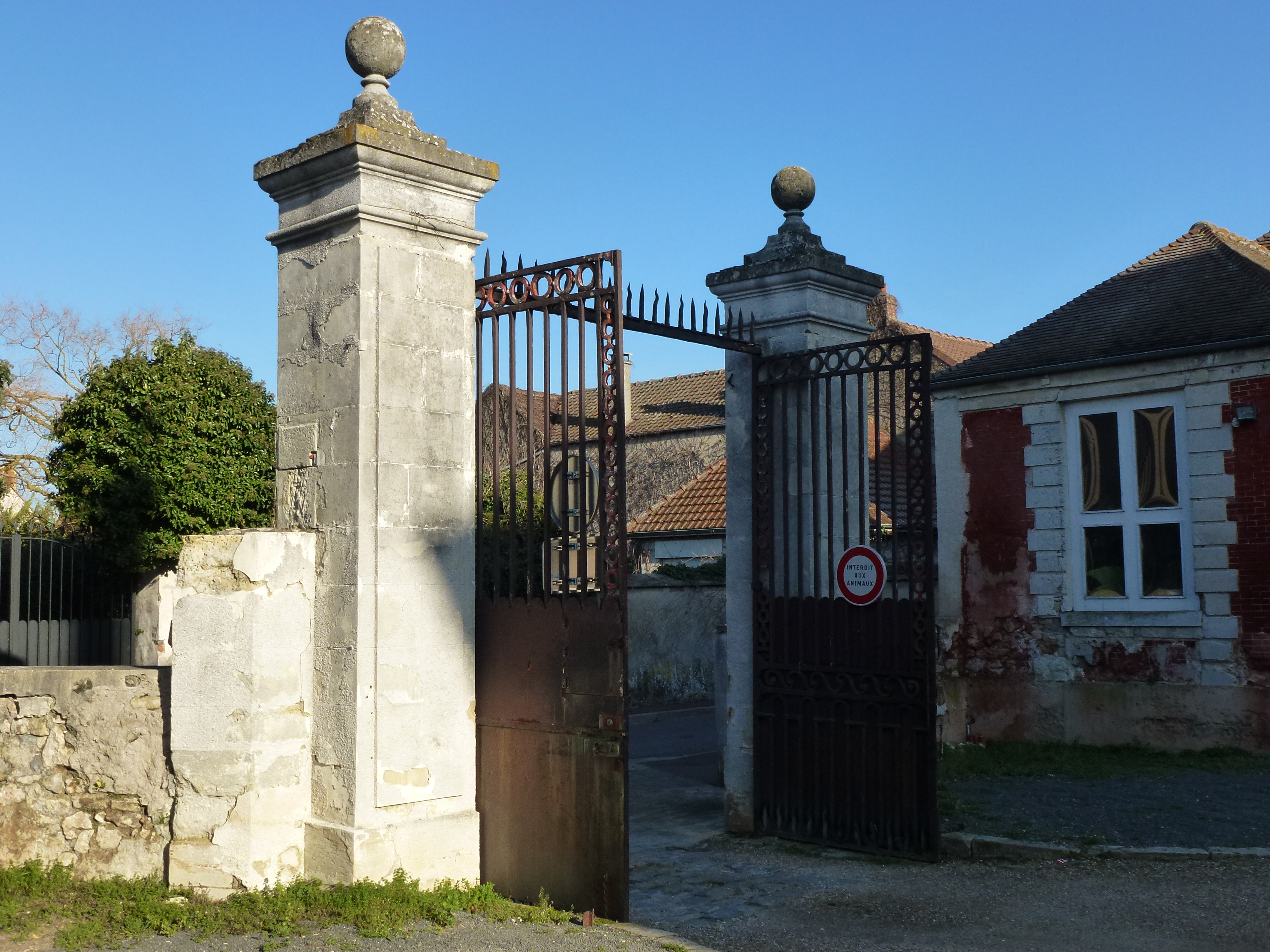
Portail
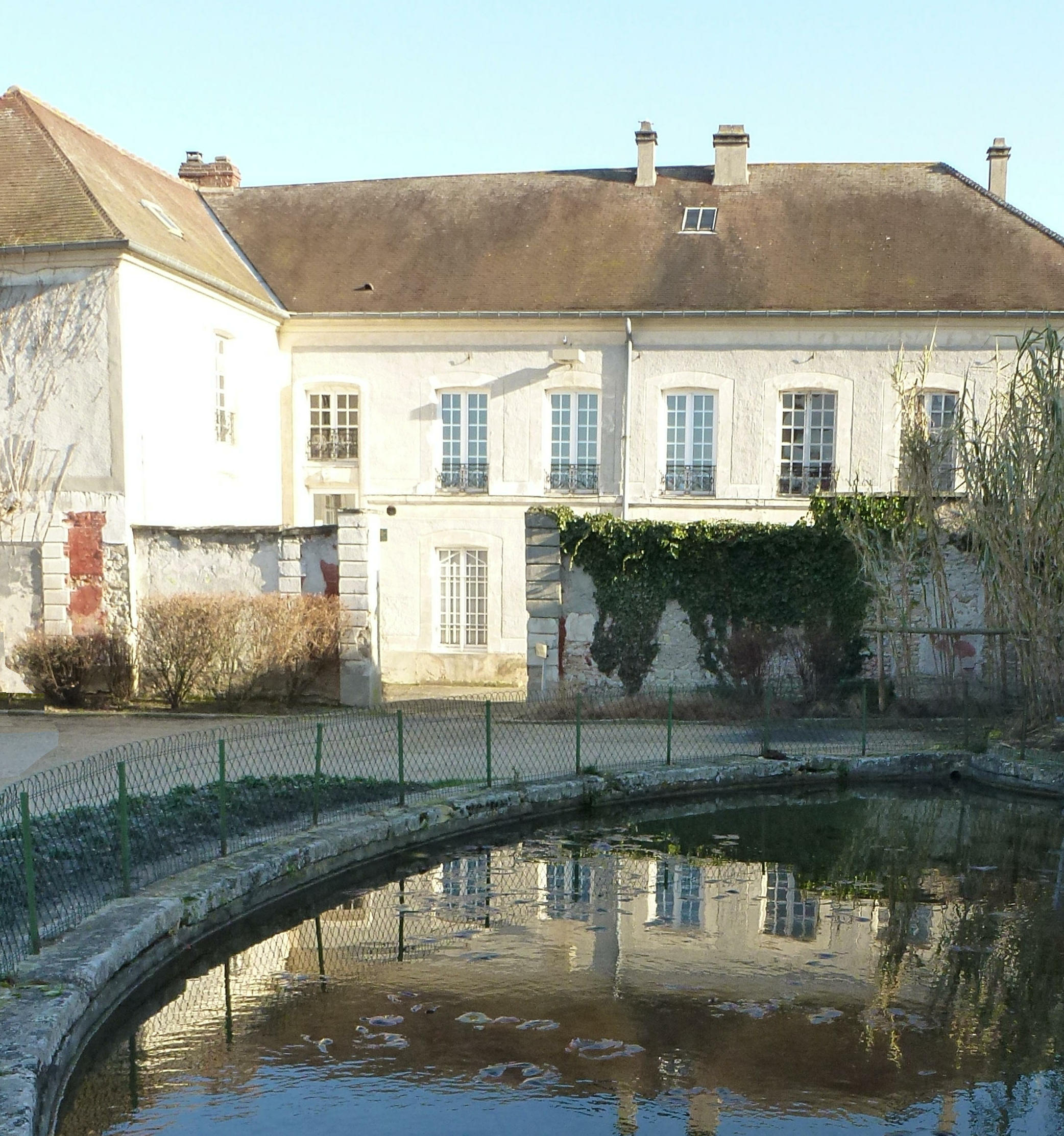
Bassin et dépendances
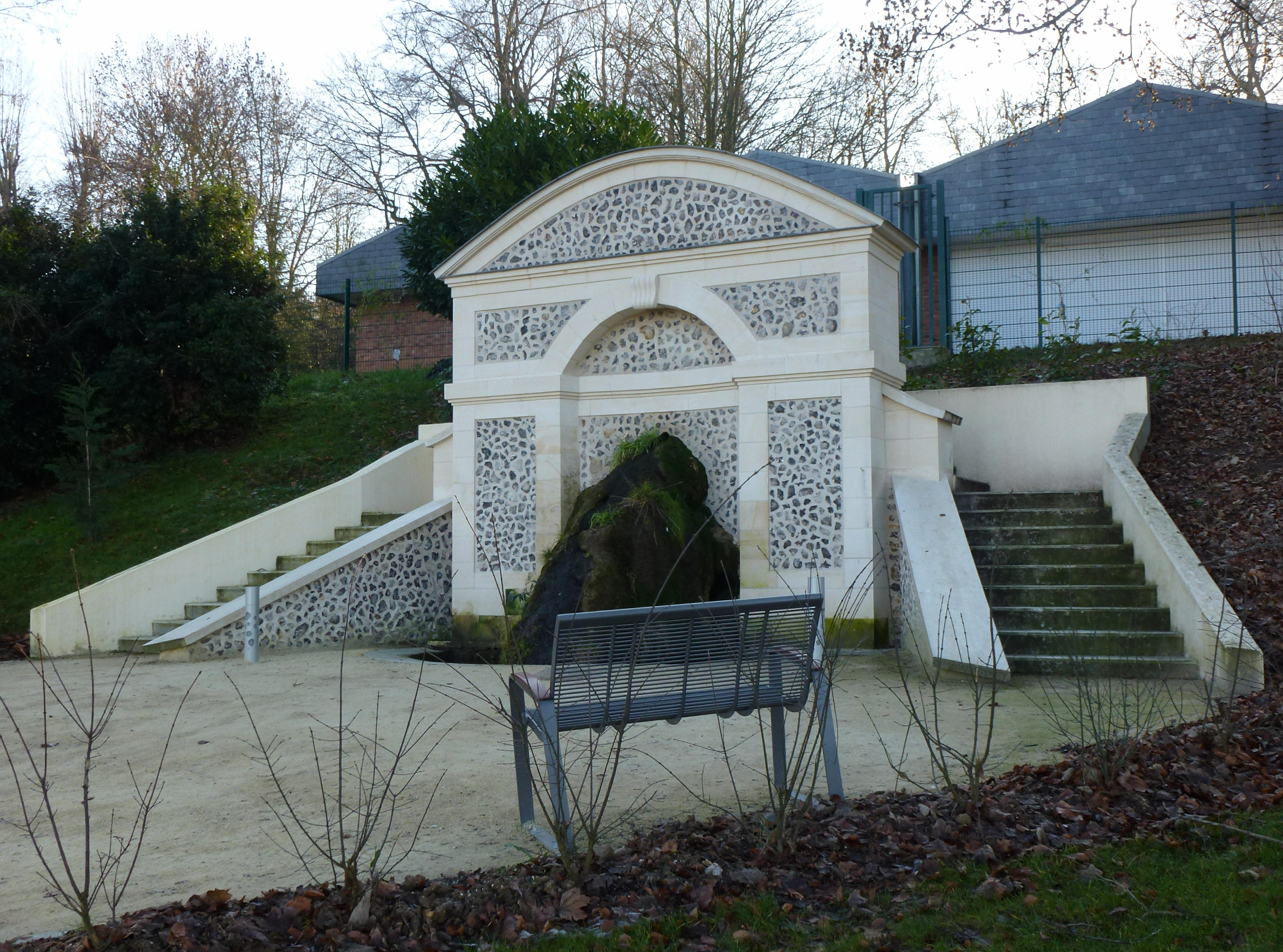
Fontaine
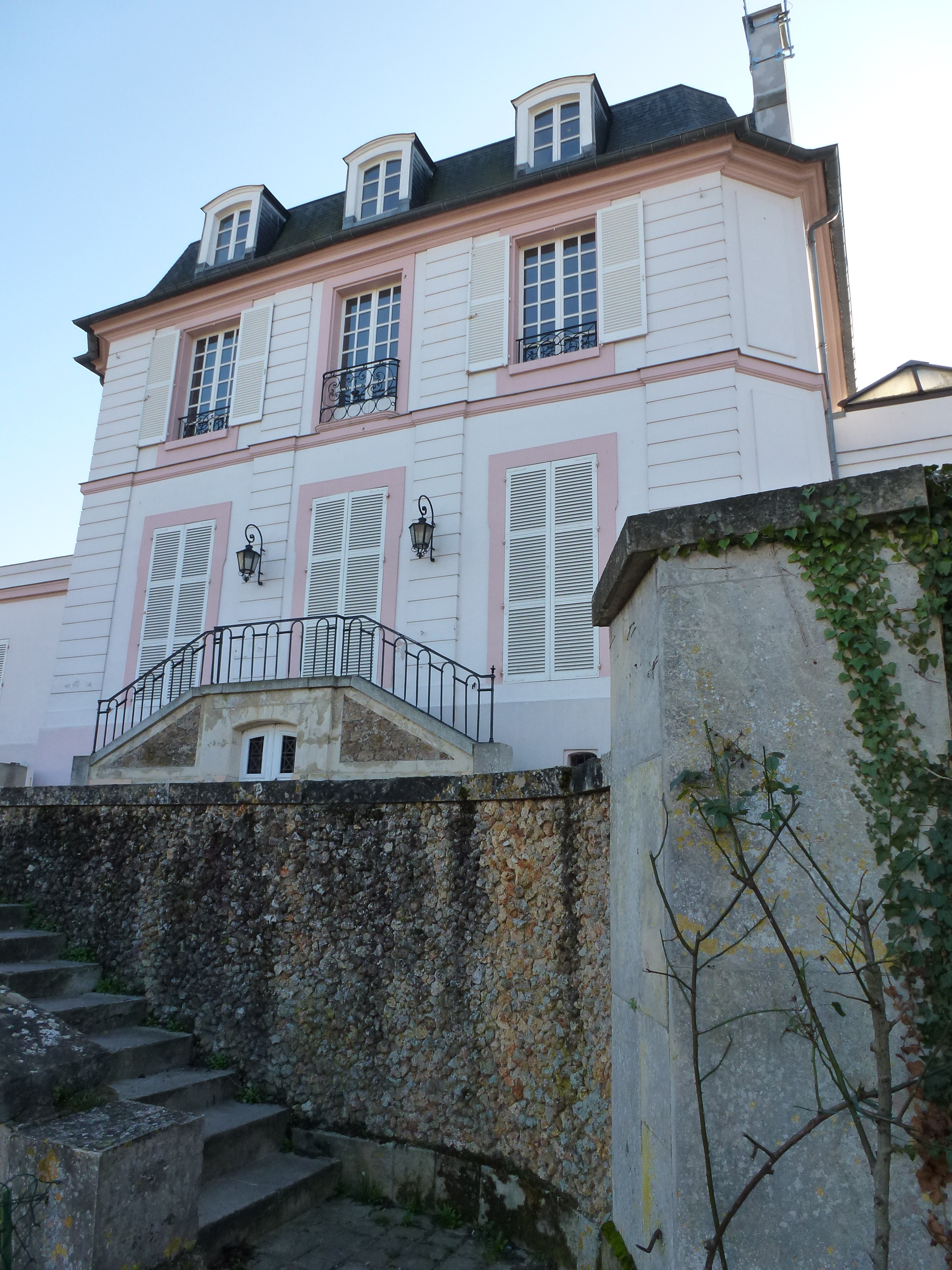
Façade côté cour

### Château
Le château se compose d’un corps de logis rectangulaire comprenant un rez-de-chaussée surélevé, un étage et un étage de combles, flanqué de deux petits pavillons d’un seul niveau. Les façades du corps principal ont chacune trois travées. Côté cour, on accède au rez-de-chaussée par un second escalier symétrique à double volée de marches tandis que côté jardin, les ouvertures sont de plain-pied. L’ensemble est coiffé d’une toiture à forte pente.

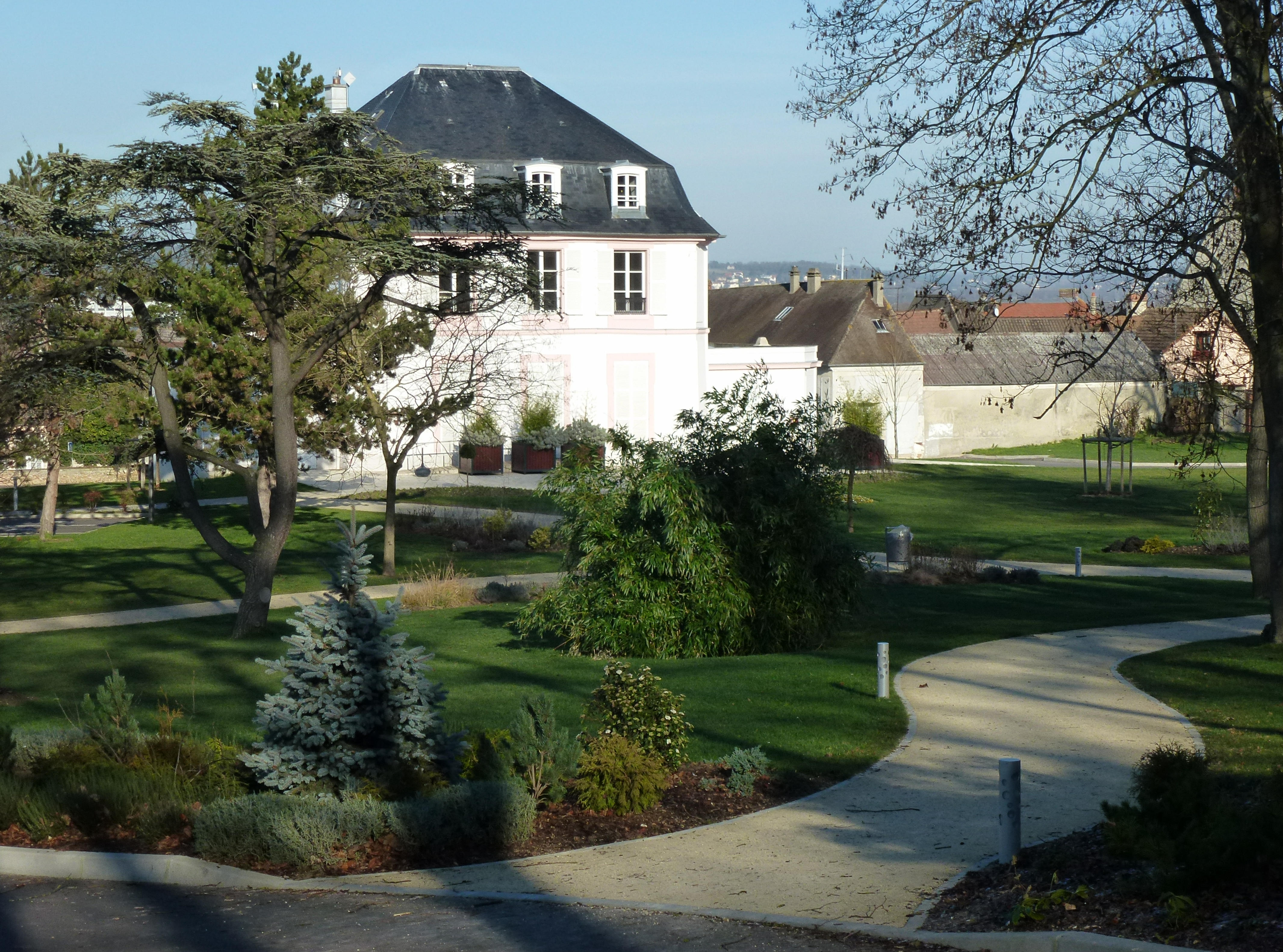
Le Parc

### Parc
Le parc, réaménagé en 2008, s’inscrit sur un terrain en légère déclivité aux abords du château ; plus loin, à l’amorce d’un coteau, la pente s’infléchit. La vue s’étend, au nord, sur la vallée de la Seine et, à l’est, sur le village et l’église. Le parc, arboré, est agrémenté d’une fontaine monumentale. Les allées dessinent des courbes qui atténuent la symétrie d’ensemble.

## Histoire
Aux XVIe et XVIIe siècles, le domaine fait partie du fief des Coutures. Au XVIIIe siècle, il comprend plus de constructions qu'aujourd'hui, un colombier, des sources et des bassins qui lui ont peut-être donné son nom. La fontaine date de cette époque.
De nombreux propriétaires se succèdent. La famille Berr qui occupe le château, est décimée en déportation pendant la Seconde Guerre mondiale. Le dernier propriétaire privé est Maurice Leborgne, architecte D.P.L.G. (famille Leborgne-Mason). Dans les années 1960, la commune en fait, le temps de la construction de l'hôtel de ville, une mairie provisoire.
Il abrite aujourd'hui les locaux des services municipaux et héberge différentes associations.